# GE (대한민국 지사)
GE코리아(영어: GE Korea)는 1976년 미국 제네럴 일렉트릭의 한국법인로 출범한 기업이다. 2024년 4월 2일자로 해체하고, GE 에어로스페이스코리아, GE 헬스케어코리아, GE 버노바코리아 3개 회사로 분사했다.